# 다키자와 지세
다키자와 지세(일본어: 瀧澤 千聖, 2001년 2월 14일 ~ )는 일본의 여자 축구 선수이다.

## 구단 경력
2019년 AC 나가노 파르세이루에 입단하였다. 2022년 산프레체 히로시마 레지나로 이적했다.

## 국가대표팀 경력
그녀는 2018년 FIFA U-17 여자 월드컵에 참가할 일본 U-17 국가대표팀에 발탁되었으며, 3경기에 출전했다.